# Arma custos
Garde forestier
Espèce
Arma custos, le Garde forestier, est une espèce de punaises de la famille des Pentatomidae et du genre Arma.

## Description
D'une taille de 10 à 13,5 millimètres, cette punaise est de couleur marron clair, grisâtre ou roussâtre, dotée d'un rostre épais qu'elle peut diriger vers l'avant pour la prédation. Les angles huméraux du pronotum sont saillants et dépassant le bord des hémélytres, les pattes sont claires.

## Biologie et écologie
L'adulte est visible toute l'année mais il est surtout observé de mai à novembre. Il se réfugie sous les écorces pour hiverner. L'espèce est détectable au battage du feuillage des bouleaux et aulnes, c'est là qu'elle prédate des insectes à téguments mous (chenilles, larves) vivant dans les milieux humides.

## Distribution
Eurasiatique, inconnue en Grande-Bretagne et absente des secteurs secs et ensoleillés de l'Europe méditerranéenne.
Elle fréquente les aulnaies et les boulaies. On la retrouve fréquemment sur les haies bocagères et les lisières de forêt proches de cours d'eau.

## Classification
Le nom valide complet (avec auteur) de ce taxon est Arma custos (Fabricius, 1794).
L'espèce a été initialement classée dans le genre Cimex sous le protonyme Cimex custos Fabricius, 1794.
Arma custos a pour synonymes :
- Arma neocustos Ahmad & Onder, 1990
- Arma neoinsperata Ahmad & Onder, 1990
- Cimex custos Fabricius, 1794